# Vicente María de Palafox Centurión y Silva

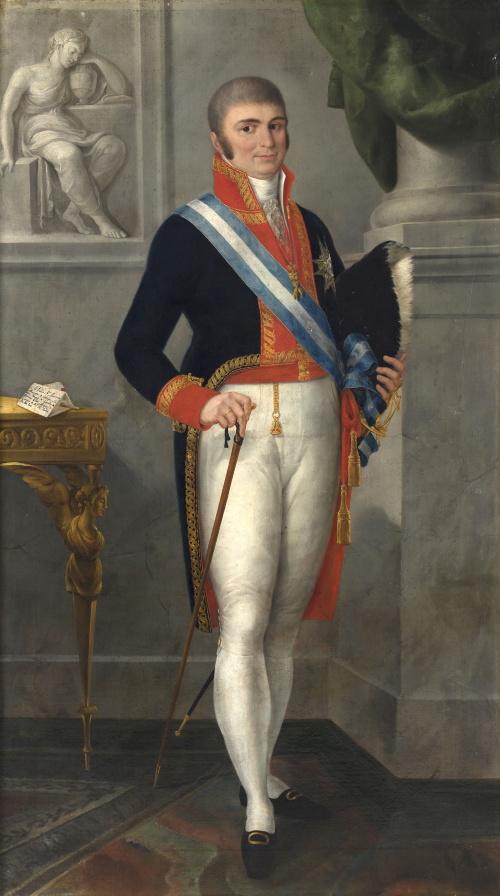
Retrato de Vicente María de Palafox (1796), pintado por Agustín Esteve.

Vicente María de Palafox Centurión y Silva (Madrid, 14 de febrero de 1756-Madrid,  9 de julio de 1820), VIII  marqués de Ariza, X marqués de Estepa, XI marqués de La Guardia y Almirante de Aragón, fue un aristócrata español que sirvió en la Casa Real.

## Biografía

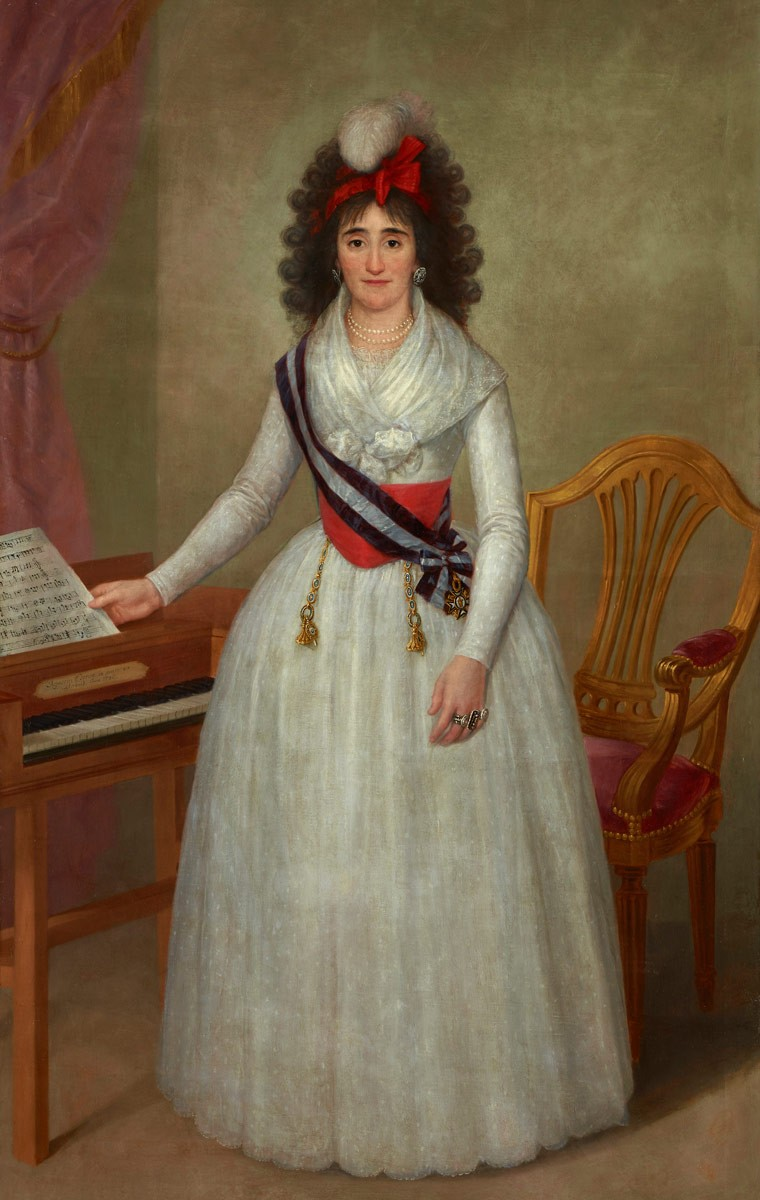
María de la Concepción Belvís de Moncada y Pizarro, primera esposa de Vicente María Palafox. Pintado por Agustín Esteve en 1796.

Era hijo de Fausto Francisco Palafox Pérez de Guzmán el Bueno, X marqués de La Guardia, VII marqués de Ariza, IX marqués de Estepa, VI conde de Santa Eufemia, VI conde de la Monclova, X marqués de Guadalest, VIII marqués de Armunia, grande de España de primera clase, caballero de Orden de Carlos III (1777), caballero del Toisón de Oro, almirante de Aragón, señor de las baronías de Caspe, Benisá, Cotes, Aldea de Valencia, Sueca, Calmarza y Teulada, gentilhombre de cámara del rey, caballerizo mayor de la princesa de Asturias, y de Maria Teresa Silva-Bazán y Sarmiento, hija del marqués de Santa Cruz.  
Su abuelo paterno, Joaquín Antonio Ximénez de Palafox Centurión de Córdoba, VI marqués de Ariza, fallecido en 1775, había sido gentilhombre de la Real Cámara de Fernando VI y caballerizo mayor de la reina viuda Isabel de Farnesio y, más tarde, del Príncipe de Asturias Carlos. Su padre, también Gentilhombre de la Cámara, había ascendido a caballerizo mayor de la Princesa María Luisa de Parma en 1777.  
Tenía, pues, enormes contactos palaciegos y había, además, casado en 1778 con María de la Concepción Belvis de Moncada y Pizarro, hija de la camarera mayor de palacio marquesa de San Juan de Piedras Albas, por lo que su ascenso en la Corte fue rápido. 
Gentilhombre de cámara con ejercicio del Príncipe de Asturias en 1781, se hizo muy cercano a éste de tal modo que, ya rey y, al fallecer en 1798, su Sumiller de Corps interino marqués de Villadarias, le concedió la llamada «futura» del puesto ya que se encontraba cubierto en propiedad por el duque de Frías. Al año siguiente quedó viudo contrayendo nuevo matrimonio el 14 de septiembre de 1800 con su prima María Teresa de Silva-Fernández de Híjar y de Palafox, viuda a su vez de Jacobo Felipe Fitz-James Stuart zu Stolberg-Gedern, V duque de Berwick. 
Hizo falta que el duque de Frías renunciara en 1802 a la sumillería al ser designado consejero de Estado para que el marqués de Ariza pudiera ocupar tal puesto en propiedad. 
Era sumiller cuando ocurrieron los sucesos del Motín de Aranjuez y fue sustituido  por su cuñado, el marqués de Valmediano en su puesto. Al llegar al trono el Rey francés   José I le confirma como Camarero mayor pero renuncia a este puesto tras la Batalla de Bailén.
Al regresar Fernando VII, en mayo de 1814, le nombra de nuevo sumiller de corps, puesto que ejercería hasta su fallecimiento, meses después de iniciado el Trienio Liberal.